# Nathalie Renoux
Pour les articles homonymes, voir Renoux.
Nathalie Renoux, née le 3 mai 1971 à Angers, est une journaliste et présentatrice de télévision et de radio française.
Après avoir présenté les tranches info sur LCI et Téléfoot sur TF1, elle travaille depuis 2006 pour le groupe M6. Elle y présente notamment les journaux de M6, le magazine Enquêtes criminelles sur W9 ainsi que des documentaires.

## Biographie

### Famille et enfance
Nathalie Renoux a grandi aux Sables-d’Olonne où ses parents étaient enseignants. Son père était entraîneur de l’équipe de football des Tigres vendéens.

### Formation et débuts
Diplômée de l’Institut d'études politiques de Bordeaux et ancienne élève du Centre de formation des journalistes (promotion 1996), elle débute à la télévision sur France 3 Régions avant de devenir présentatrice sur Bloomberg TV en 1997.

### Carrière
De 1998 à 2006, elle travaille sur la chaîne d’information en continu LCI, notamment dans la coprésentation de la tranche 18 h-20 h avec Michel Field. Elle est également présentatrice de Téléfoot sur TF1 aux côtés de Christian Jeanpierre, en 2004.
En août 2006, elle rejoint M6 pour présenter Le 12:50, le journal télévisé de la mi-journée du lundi au vendredi, succédant ainsi à Anne-Sophie Lapix, remplacée par Aïda Touihri pendant l'été,. En juin 2008, Nathalie Renoux assure la présentation de 100 % mag par intérim, en remplacement d'Estelle Denis qui anime le Journal de l'Euro durant l'Euro 2008 de football.
À partir de septembre 2009, toujours sur M6, elle présente les journaux du soir tous les week-ends, tandis que Xavier de Moulins présente Le 19:45 en semaine et Aïda Touihri Le 12:45. À partir de 2013, elle se voit confier la présentation du 12:45 du week-end, en plus de la présentation des journaux du soir qu'elle conserve.
En octobre 2009, elle présente trois numéros de l'émission Coupable, non coupable, un magazine de justice et de faits-divers qui revient à l'écran en novembre 2011.
Durant l'été 2010, elle anime une série documentaire en huit numéros sur les erreurs judiciaires, Accusé à tort.
Les 22 avril et 6 mai 2012, elle anime, avec Xavier de Moulins, Éric Zemmour et Éric Naulleau, deux soirées consacrées à l'élection présidentielle française de 2012, sur M6.
Son profil apparaît dans le documentaire Les Nouveaux Chiens de garde, sorti en 2012, en tant que journaliste « monnayable » afin d'animer des conférences[réf. nécessaire].
Le 26 avril et le 3 mai 2015, elle remplace Xavier de Moulins à la présentation de 66 minutes sur M6[réf. nécessaire].
À la fin de la saison 2015, en plus de conserver ses fonctions sur M6, elle arrive sur W9 afin de présenter Enquêtes criminelles : le magazine des faits divers en remplacement de Sidonie Bonnec, partie sur France 5.
Du 7 juin 2021 au 31 janvier 2022, elle coprésente, avec Julien Courbet, Appel à témoins, une émission consacrée aux affaires criminelles non élucidées, diffusée sur M6.
Début janvier 2023, elle est nommée à la tête du 12:45, succédant à Kareen Guiock Thuram. 
Depuis septembre 2023, elle anime Le journal inattendu sur RTL, chaque samedi entre 12h30 et 13h30.

### Vie privée
Mariée, Nathalie Renoux a deux fils prénommés Juan et Manuel ; tous deux, adoptés, sont nés en Colombie.

### Engagement
Nathalie Renoux est la marraine du bateau Initiatives-Cœur depuis le 1er novembre 2014[réf. nécessaire].

## Synthèse des émissions

### Télévision
- 1997 : présentatrice sur Bloomberg TV[Quoi ?]
- 1998-2006 : 18 h-20 h sur LCI avec Michel Field
- 2004 : Téléfoot sur TF1 avec Christian Jeanpierre
- 2006-2009 : Le 12:45 sur M6
- 2008 : 100 % mag sur M6
- 2009-2022 : Le 19:45 sur M6
- 2009-2012 : Coupable, non coupable sur M6
- 2010-2011 : Accusé à tort sur M6
- 2011 : Mariage de Kate Middleton et du prince William (M6) : commentaires
- 2012 : soirées consacrées à l'élection présidentielle française de 2012, sur M6
- 2015 : 66 minutes sur M6
- Depuis 2015 : Enquêtes criminelles sur W9 : coprésenté avec Paul Lefèvre, puis seule
- 2021-2022  : Appel à témoins sur M6 : coprésenté avec Julien Courbet
- 2022 : 2050 - Gaspillage : peut-on encore éviter le pire ? sur W9
- 2022 : Elle m'a sauvée, de la fiction à la réalité sur M6
- 2022 : Minute par minute sur W9
- Depuis 2022 : Que s'est-il vraiment passé ? sur W9
- Depuis 2023 : Le 1245 sur M6
- Depuis 2023 : Un jour, un doc sur M6
- 2025 : La Grande Victoire du PSG sur M6

### Radio
- Depuis 2023 : Le journal inattendu sur RTL

## Distinction
- Ordre des Arts et des Lettres : Chevalier de l’ordre des Arts et des Lettres (promotion été 2020)[11].

## Écrit
- Nathalie Renoux, La Vision du monde chez Charles de Gaulle : 1905-18 juin 1940 (mémoire de maîtrise en histoire), Paris, université Panthéon-Sorbonne, 1993, 194 p. (OCLC 492821493)

## Filmographie
- 2013 : Les Reines du ring de Jean-Marc Rudnicki : elle-même
- 2017 : Rattrapage de Tristan Séguéla : elle-même